# Reformy Benedikta XVI. týkající se volby papeže
Během svého pontifikátu vydal Benedikt XVI. (2005–2013) dva dokumenty, které mění některé detaily postupu volby papeže: De electione romani pontificis z 11. června 2007 a Normas nonnullas z 22. února 2013. Tyto instrukce změnily rozsáhlý soubor pravidel a postupů, které vydal 22. února 1996 jeho předchůdce Jan Pavel II. v apoštolské konstituci Universi Dominici gregis. 
Benedikt zrušil nebo upravil některé novinky zavedené Janem Pavlem, které se týkaly postupů, jež je třeba dodržovat, pokud papežské konkláve trvá déle než dva týdny. Upravil také pravomoc kardinálů stanovit datum zahájení konkláve a zpřísnil tresty pro podpůrný personál, který poruší slib mlčenlivosti. 

## Instrukce

### De aliquibus mutationibus in normis de electione Romani Pontificis
Pravidla Jana Pavla z roku 1996 zavedla několik „radikálních“ novinek, které umožnily kardinálům volitelům po 33 hlasováních (nepočítaje v to hlasování v první den konkláve) rozhodnout většinou hlasů o dalším postupu, což jim umožnilo snížit většinu potřebnou ke zvolení z dvou třetin hlasujících na pouhou většinu a omezit hlasování na kandidáty, kteří v předchozím hlasování získali nejvíce hlasů. Jan Pavel pak podle Benedikta obdržel „více než několik žádostí“ (haud paucae petitiones) o obnovení tradičního požadavku dvoutřetinové většiny. Požadavek dvoutřetinové většiny stanovil třetí lateránský koncil v roce 1179.
Vzhledem k tomu, že účastníci konkláve jsou vázáni slibem mlčenlivosti, není možné zjistit, jaký dopad měly tyto změny na jediné konkláve, kde byly řízeny. Pozorovatelé si představují dva protichůdné efekty. Během papežské volby v roce 2005, jakmile počet hlasů pro kardinála Josepha Ratzingera překročil prostou většinu, jeho příznivci věděli, že pro něj mohou hlasovat tak dlouho, dokud nebudou schopni dosáhnout pravidlo prosté většiny, které umožnil Jan Pavel. Na druhou stranu je sporné, zda by Ratzinger jako první papež po staletích s podporou pouhé většiny volitelů přijal zvolení za takových podmínek.
Po dvou letech ve funkci papeže vydal Benedikt 11. června 2007 spis De aliquibus mutationibus in normis de electione Romani Pontificis. V tomto dokumentu o pěti odstavcích Benedikt upřel kardinálům volitelům možnosti, které jim umožnil Jan Pavel, a ponechal pouze rozhodnutí Jana Pavla, že je nutná změna poté, co mnoho hlasování nepřineslo výsledek. Obnovil pravidlo dvoutřetinové většiny. Stanovil postup, že po 33 hlasováních (stále bez případného hlasování první den) se v dalších hlasováních bude moci hlasovat pouze pro dva kandidáty s největším počtem hlasů v předchozím hlasování, a tyto dva kandidáty vyloučil z účasti na hlasování.

### Normas nonnullas
Benedikt se vzdal papežského úřadu 11. února 2013 s účinností od 28. února. 22. února vydal druhý soubor instrukcí k procesu papežské volby, Normas nonnullas. Po jeho rezignaci kardinálové zpochybnili pravidlo, podle něhož se zahájení konkláve odkládá až na 15 dní po uvolnění papežského stolce. Benedikt jim povolil začít dříve, „pokud jsou přítomni všichni kardinálové volitelé“, a zároveň jim ponechal možnost odložit začátek až do uplynutí 20 dnů „z vážných důvodů“. Upravil přísahu mlčenlivosti, kterou musí složit všichni podpůrní pracovníci, a zavedl exkomunikaci jako automatický trest (latae sententiae) za porušení přísahy, které se dříve trestalo podle uvážení nového papeže.
Kardinálové se začali scházet na generální kongregaci, a to jak kardinálové volitelé, tak i ti, kteří byli příliš staří na to, aby se zúčastnili hlasování, 4. března. Poslední z kardinálů volitelů dorazil 7. března, vietnamský kardinál Jean-Baptiste Phạm Minh Mẫn. Využili Benediktovy úpravy pravidel a 8. března odhlasovali, že konkláve začne 12. března.